# Presidente de Alemania

Logotipo

El presidente federal de la República Federal de Alemania (en alemán: Bundespräsident der Bundesrepublik Deutschland), más conocido como presidente de Alemania, es el jefe de Estado de Alemania. Es elegido para un máximo de dos mandatos de cinco años por la Bundesversammlung (Asamblea Federal), un órgano mixto del Bundestag e igual número de miembros enviados por los parlamentos de los estados federados (Landtage). El actual presidente de Alemania es Frank-Walter Steinmeier, miembro del Partido Socialdemócrata de Alemania.

## Tareas
La Ley Fundamental confiere a la presidencia unos poderes de un carácter fundamentalmente representativo para prevenir los problemas que se dieron durante la República de Weimar. En la elección del canciller federal, el presidente federal puede proponer un candidato; sin embargo, esta propuesta no es vinculante para el parlamento. Cualquier acto oficial del presidente requiere el visto bueno del Gobierno Federal y, a diferencia del Reichspräsident durante la República de Weimar, no puede promulgar decretos de emergencia.
De acuerdo con la Ley Fundamental, el presidente federal es el representante de todo el Estado y, por lo tanto, tiene que suspender su militancia si pertenece a algún partido (lo cual fue el caso de todos los presidentes federales hasta el expresidente Joachim Gauck, que ya era independiente al ser elegido). Es jefe de Estado y no de gobierno, permitiendo una clara división del Estado y del Gobierno, también manteniendo una neutralidad política y en un mínimo, verdaderos poderes de acción y decisión, a diferencia del Jefe de gobierno, el Canciller de Alemania.
El presidente federal es el encargado de firmar las leyes para que puedan ser publicadas en el Bundesgesetzblatt (Boletín Oficial del Estado) y entren en vigor. Puede negarse a firmar una ley si duda de su constitucionalidad; sin embargo, en este caso, los otros órganos constitucionales (Bundestag, Bundesrat y Gobierno Federal) podrían apelar al Tribunal Constitucional para que decida el caso. Si el Tribunal Constitucional decidiera la constitucionalidad de la ley, el presidente federal tendría que firmarla o dimitir. Desde 1949, solo en cinco ocasiones un presidente federal se ha negado a firmar una ley; y en ninguno de esos casos la decisión fue apelada ante el Tribunal Constitucional.
Solo en algunas situaciones concretas de excepción, el presidente federal tiene competencias políticas auténticas. Puede disolver el Parlamento Federal (Bundestag) en dos casos: Si en la elección del canciller federal ningún candidato consigue la mayoría absoluta después de tres votaciones, el presidente federal puede decidir entre nombrar al candidato más votado para que forme un gobierno en minoría, o disolver el Bundestag y convocar elecciones nuevas (art. 63 GG). Sin embargo, desde 1949, nunca se ha dado este caso.
Además, el presidente federal puede disolver el Bundestag si el canciller se afronta a una moción de confianza y la pierde (art. 68 GG). Hasta la actualidad, esto ha pasado cuatro veces (1972, 1983, 2005 y 2024). No obstante, todas estas disoluciones habían sido provocadas a propósito por el Gobierno Federal para hacer posible elecciones anticipadas, ya que el sistema parlamentario alemán no prevé ninguna otra forma para disolver el Bundestag.

## Historia

### República de Weimar (1918-1933)

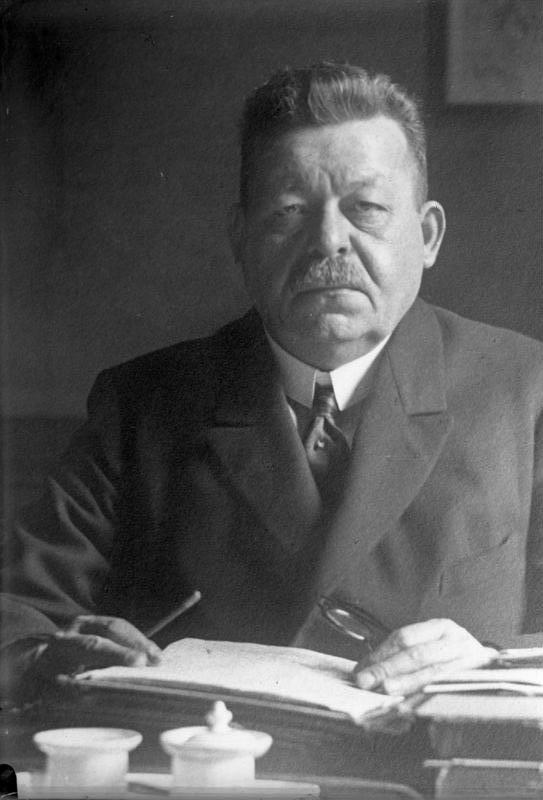
Friedrich Ebert, primer presidente de Alemania

Después de la abdicación forzada del emperador Guillermo II y la proclamación de la República Alemana el 9 de noviembre de 1918, el jefe de Estado de Alemania tuvo el título de Reichspräsident (literalmente, "Presidente del Imperio"). Según la Constitución de Weimar, fue elegido de forma directa por la población y tenía un gran número de competencias, entre ellas la de convocar elecciones, nombrar al canciller, disolver el parlamento y, sobre todo, promulgar decretos de emergencia (Notverordnungen) con valor legislativo inmediato, aunque revocables por el parlamento.
Mientras el primer Presidente del Reich, el socialdemócrata Friedrich Ebert hizo un uso discreto y moderado de estas competencias, después de la muerte de este, en 1925, fue elegido presidente el anciano y políticamente poco experto Paul von Hindenburg, quien había sido jefe del Estado Mayor alemán durante la Primera Guerra Mundial y se declaraba a sí mismo monárquico. Cuando, a consecuencia de la crisis económica mundial, en 1930 se rompió el gobierno de gran coalición entre los partidos democráticos, Hindenburg acudió a nombrar canciller a Heinrich Brüning (Partido del Centro) quien no contaba con una mayoría parlamentaria, y empezó a gobernar a través de decretos de emergencia, disolviendo el parlamento cada vez que este amenazaba con revocar uno de estos decretos. Por lo tanto, entre 1930 y 1933, el verdadero poder de gobierno en Alemania recaía en la llamada camarilla de consejeros de Hindenburg.
En 1932, Hindenburg fue reelegido en las elecciones presidenciales, derrotando a Adolf Hitler, su principal contendiente. Sin embargo, en enero de 1933, Hindenburg lo nombró canciller.
Después de la muerte de Hindenburg en 1934, Hitler asumió también el cargo de jefe de Estado bajo el título de Führer und Reichskanzler ("Caudillo y Canciller del Reich"), consolidando así su poder de gobierno totalitario. Después del suicidio de Hitler, a finales de la Segunda Guerra Mundial, le sucedió el almirante Karl Dönitz durante tres semanas, hasta que fue detenido por las tropas británicas.
Entre 1945 y 1949, formalmente no existió ningún Estado alemán, por lo que tampoco había jefatura de Estado.

### República Democrática Alemana (1949-1990)

Estandarte del presidente del Consejo de Estado de la RDA (1960-1990)

En la República Democrática Alemana, el Estado socialista creado en la Alemania oriental, el cargo de jefe de Estado solo existió hasta 1960. Después de la muerte del primer y único presidente de la RDA, Wilhelm Pieck, en 1960 se creó el Consejo de Estado (Staatsrat) como órgano colectivo de jefatura de Estado, siguiendo el modelo de la URSS.
El primer presidente del Consejo de Estado fue Walter Ulbricht, que al mismo tiempo era Primer Secretario del Comité Central del Partido Socialista Unificado de Alemania. Después de su muerte en 1973, Willi Stoph fue elegido presidente del Consejo de Estado, aunque tuvo un papel más bien débil frente a Erich Honecker, quien desde 1971 controlaba el partido. En 1976, Honecker adoptó también el cargo de presidente del Consejo de Estado, con lo cual volvió a haber una unión personal entre los mayores cargos de partido y Estado.
Después de la caída del Muro de Berlín y el derrumbamiento del régimen socialista bajo el corto mandato de Egon Krenz, fue elegido presidente del Consejo de Estado Manfred Gerlach, un destacado líder de uno de los pequeños partidos tolerados por el régimen socialista y uno de los primeros dirigentes que había reclamado reformas.
Después de un cambio constitucional, la disolución del Consejo de Estado y la realización de elecciones libres en 1990, Sabine Bergmann-Pohl fue elegida presidenta de la Cámara del Pueblo (Volkskammer), el parlamento de la RDA, y como tal también actuó como jefa de Estado. Sin embargo, su actividad prácticamente solo consistió en administrar la reunificación de la RDA con la República Federal de Alemania, llevada a cabo el 3 de octubre de 1990.

### República Federal Alemana desde 1949
Aunque el cargo de presidente federal da pocas posibilidades de gestión política, los diferentes presidentes a lo largo de la historia de la República Federal sí aprovecharon su autoridad moral para marcar el clima político. 

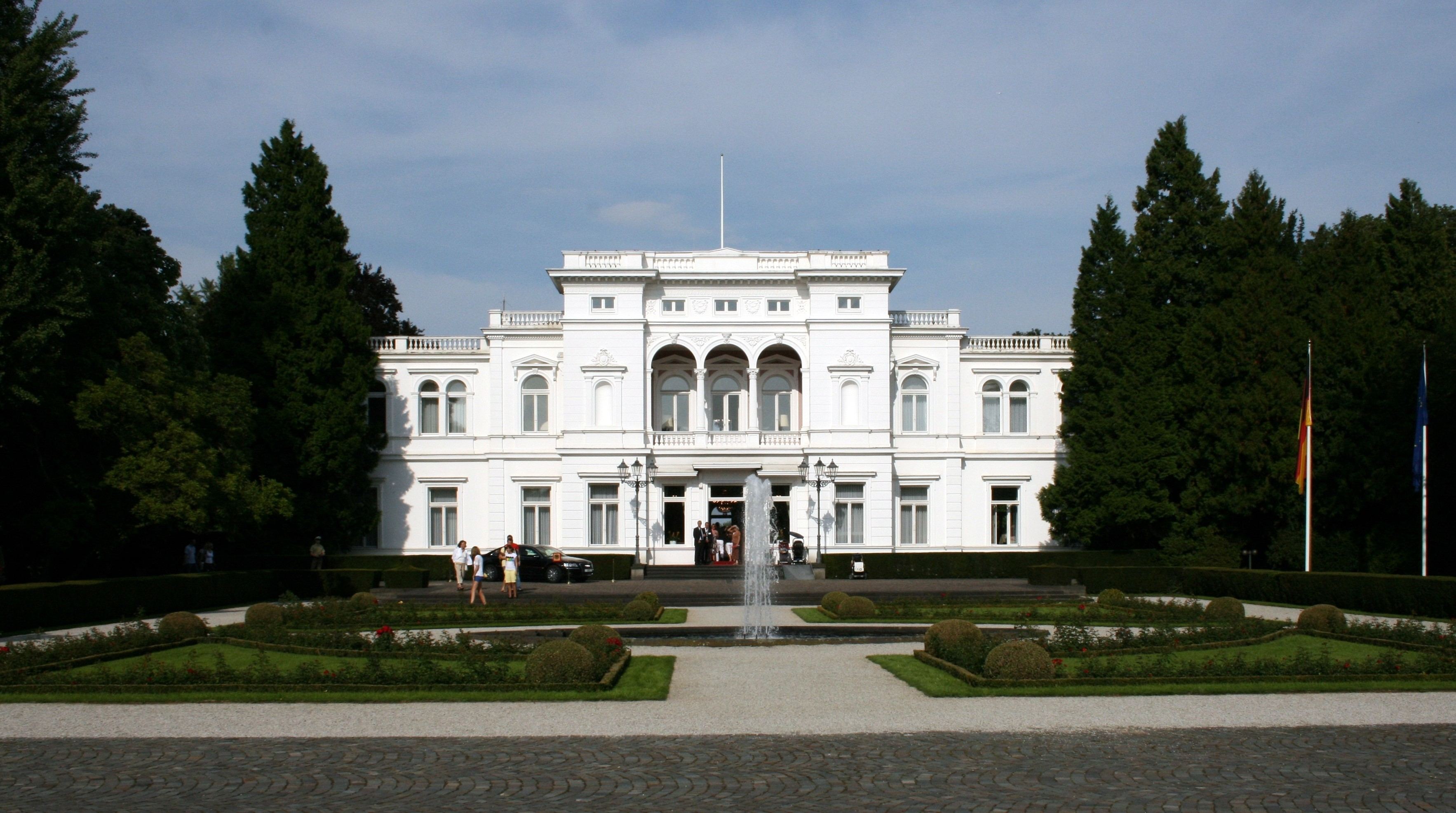
Villa Hammerschmidt, residencia oficial del presidente federal en Bonn hasta 2008

El primer presidente federal fue Theodor Heuss (1949-1959), un liberal que ya había sido parlamentario durante la República de Weimar. Marcó el cargo con su talante suprapartidista y trató de recuperar la confianza del extranjero en la nueva Alemania Occidental liberal-democrática. Rechazó obtener un tercer mandato, para el cual hubiera sido necesario un cambio constitucional, para evitar la creación de una «lex Heuss» y la personalización del cargo.
En 1959, el canciller Konrad Adenauer primero anunció su deseo de suceder a Heuss, aunque luego se retractó y permaneció en su cargo. Finalmente fue elegido presidente federal Heinrich Lübke, que tuvo una presidencia más bien débil.
La elección del socialdemócrata Gustav Heinemann en 1969 fue un acto extremamente político, ya que fue elegido con los votos de los partidos socialdemócrata y liberal, un año antes de que estos dos partidos también formaran una coalición de gobierno bajo el canciller Willy Brandt. Heinemann subrayó repetidamente las tradiciones democráticas y liberales de Alemania, convirtiéndose en uno de los presidentes federales más respetados. En 1974, renunció a un segundo mandato. 
Esto abrió el camino al liberal Walter Scheel, que antes había sido ministro de Asuntos Exteriores en el gabinete de Brandt. Sin embargo, las pretensiones de Scheel de politizar el cargo y meterse en asuntos políticos actuales fracasaron sobre todo por la resistencia del canciller Helmut Schmidt.
En 1979 fue elegido Karl Carstens, cuya decisión más importante fue la de disolver el parlamento después de que el canciller Helmut Kohl perdiera a propósito una moción de confianza con la idea de ampliar su mayoría en unas elecciones anticipadas en 1983. Aunque varios diputados se querellaron contra esta decisión, finalmente el Tribunal Constitucional refrendó el procedimiento de Carstens.
Richard von Weizsäcker (1984-1994) es considerado uno de los presidentes federales más importantes de la Historia. Se recuerda sobre todo su discurso por el 40 aniversario del final de la Segunda Guerra Mundial, en la que definió el 8 de mayo de 1945 no como el "día de la derrota", sino el "día de la liberación" de Alemania. Esto fue aplaudido internacionalmente y por la mayor parte de la sociedad alemana, aunque también fue criticado por los sectores de la derecha conservadora. Además, Weizsäcker criticó duramente la gran influencia de los partidos en la política alemana, algo que puede ser explicado también por sus diferencias personales con el canciller Kohl.

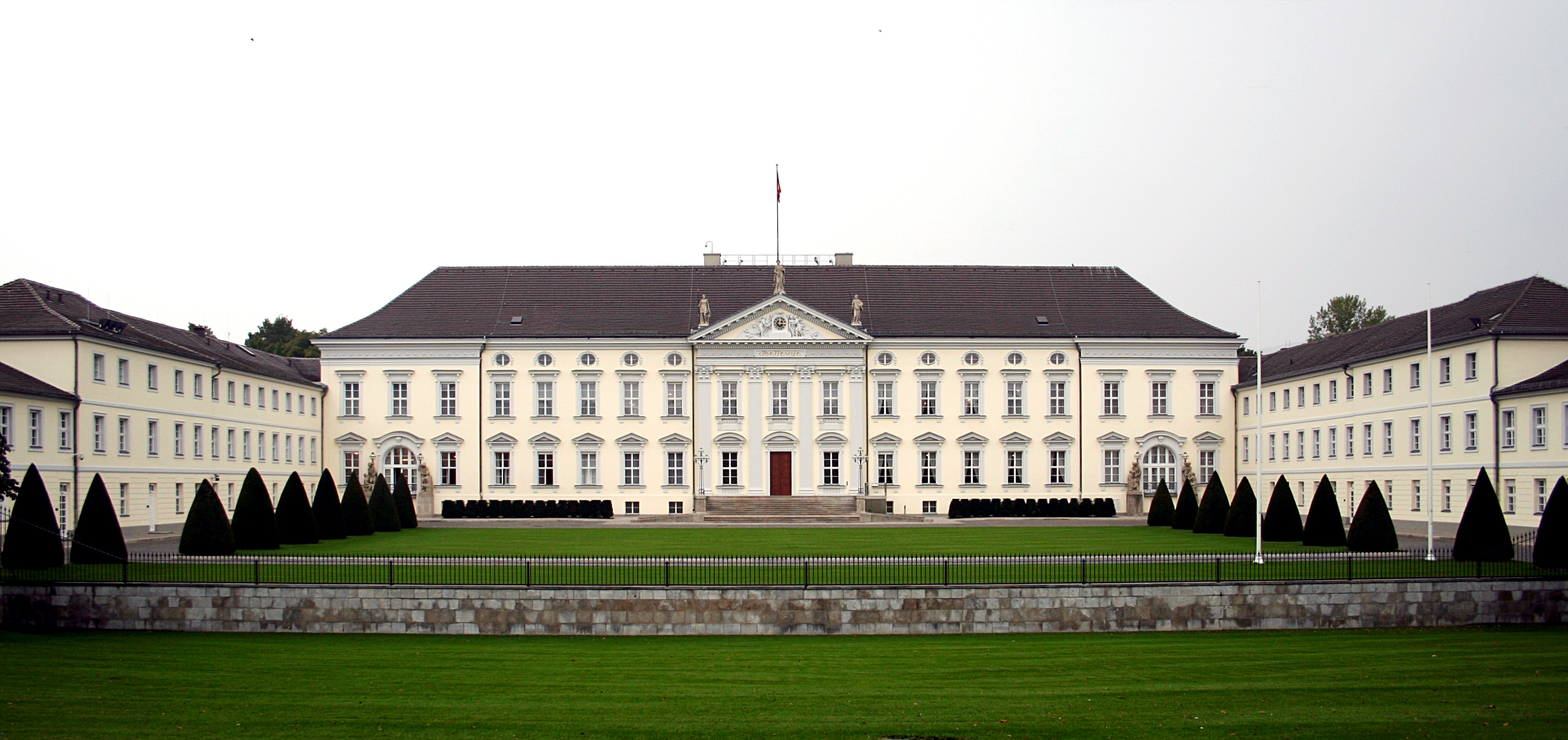
Castillo de Bellevue, residencia oficial del Presidente Federal en Berlín, desde 1994.

En 1994 fue elegido presidente federal el hasta entonces presidente del Tribunal Constitucional, Roman Herzog, conocido sobre todo por sus críticas de supuestas negligencias de la política frente a la situación económica.
Su sucesor fue Johannes Rau (1999-2004), que comenzó con la tradición de hacer discursos anuales dedicados a temas importantes de la actualidad política (los llamados "discursos de Berlín"). En ellos, habló de asuntos como la integración de inmigrantes o las consecuencias de la globalización, aun evitando ataques contra políticos activos. Además, fue el primer jefe de Estado en hacer un discurso en alemán en el parlamento de Israel.
Horst Köhler, en el cargo desde 2004 hasta 2010, fue el primer presidente federal que nunca antes había tenido un cargo importante de política interior, ya que, antes de ser nombrado, había sido jefe del Fondo Monetario Internacional. Sus comentarios sobre la política diaria tendían a posiciones proindustriales, como al llamar "insuficientes" las reformas socioeconómicas del canciller Gerhard Schröder, y patrióticas: la frase "yo quiero a nuestro país", pronunciada en su discurso de entrada en funciones, fue considerada por muchos como el rompimiento de un tabú. En 2005, decidió disolver el Parlamento Federal después de una moción de confianza perdida deliberadamente por Gerhard Schröder, para hacer posibles elecciones anticipadas. Como en 1983, algunos diputados se querellaron sin éxito contra esta decisión ante el Tribunal Constitucional. Además, Köhler adquirió cierta fama por negarse en tres casos a firmar leyes que consideraba inconstitucionales, algo que rara vez había ocurrido antes. Aunque el Gobierno Federal, en teoría, podría haber apelado al Tribunal Constitucional para obligar Köhler a firmarlas, se decidió a no proseguirlas.
Tras fuertes críticas que Köhler afrontó por sus declaraciones sobre el compromiso militar de Berlín en Afganistán, justificando la presencia militar alemana en la necesidad de proteger los intereses comerciales de Berlín en el exterior, presentó su renuncia al cargo en fecha 31 de mayo de 2010, indicando haber sido mal comprendido, y que sus palabras no se referían a la impopular misión alemana en Afganistán. 
Fue sucedido por el socialdemócrata Jens Böhrnsen de manera interina, hasta que ocupó su cargo Christian Wulff, después de las elecciones el 30 de julio de 2010. En 2012 Wulff renunció debido a un escándalo de corrupción, reemplazándole de forma interina el ministro-presidente de Baviera, Horst Seehofer (CSU). En la elección presidencial de 2012 fue elegido el independiente Joachim Gauck. 
En la elección presidencial de 2017 fue elegido el socialdemócrata Frank-Walter Steinmeier, quien asumió el cargo el 19 de marzo de 2017. Steinmeier fue reelecto para un segundo mandato en la elección presidencial de 2022.

## Lista de presidentes federales (desde 1949)
| Presidente federal de la República Federal Alemana (Alemania Occidental)   |                |  |                                                   |                          |                          |               |                             |
| -                                                                          |                |  | Karl Arnold (1901 - 1958)                         | 7 de septiembre de 1949  | 13 de septiembre de 1949 | CDU           | Presidente Federal interino |
| 1.º                                                                        |                |  | Theodor Heuss (1884 - 1963)                       | 13 de septiembre de 1949 | 12 de septiembre de 1959 | FDP           | 1949 2.ª ronda              |
| 1.º                                                                        | 1954 1.ª ronda |  | Theodor Heuss (1884 - 1963)                       | 13 de septiembre de 1949 | 12 de septiembre de 1959 | FDP           |                             |
| 2.º                                                                        |                |  | Heinrich Lübke (1894 - 1972)                      | 12 de septiembre de 1959 | 30 de junio de 1969      | CDU           | 1959 2.ª ronda              |
| 2.º                                                                        | 1964 1.ª ronda |  | Heinrich Lübke (1894 - 1972)                      | 12 de septiembre de 1959 | 30 de junio de 1969      | CDU           |                             |
| 3.º                                                                        |                |  | Gustav Heinemann (1899 - 1976)                    | 1 de julio de 1969       | 30 de junio de 1974      | SPD           | 1969 3.ª ronda              |
| 4.º                                                                        |                |  | Walter Scheel (1919 - 2016)                       | 1 de julio de 1974       | 30 de junio de 1979      | FDP           | 1974 1.ª ronda              |
| 5.º                                                                        |                |  | Karl Carstens (1914 - 1992)                       | 1 de julio de 1979       | 30 de junio de 1984      | CDU           | 1979 1.ª ronda              |
| 6.º                                                                        |                |  | Richard von Weizsäcker (1920 - 2015)              | 1 de julio de 1984       | 2 de octubre de 1990     | CDU           | 1984 1.ª ronda              |
| 6.º                                                                        | 1989 1.ª ronda |  | Richard von Weizsäcker (1920 - 2015)              | 1 de julio de 1984       | 2 de octubre de 1990     | CDU           |                             |
| Presidente federal de la República Federal Alemana (Reunificación alemana) |                |  |                                                   |                          |                          |               |                             |
| 6.º                                                                        |                |  | Richard von Weizsäcker (1920 - 2015)              | 2 de octubre de 1990     | 30 de junio de 1994      | CDU           | 1989 1.ª ronda              |
| 7.º                                                                        |                |  | Roman Herzog (1934 - 2017)                        | 1 de julio de 1994       | 30 de junio de 1999      | CDU           | 1994 3.ª ronda              |
| 8.º                                                                        |                |  | Johannes Rau (1931 - 2006)                        | 1 de julio de 1999       | 30 de junio de 2004      | SPD           | 1999 2.ª ronda              |
| 9.º                                                                        |                |  | Horst Köhler (1943 - 2025)                        | 1 de julio de 2004       | 31 de mayo de 2010       | CDU           | 2004 1.ª ronda              |
| 9.º                                                                        | 2009 1.ª ronda |  | Horst Köhler (1943 - 2025)                        | 1 de julio de 2004       | 31 de mayo de 2010       | CDU           |                             |
| -                                                                          |                |  | Jens Böhrnsen (n. 1949) Presidente del Bundesrat  | 31 de mayo de 2010       | 30 de junio de 2010      | SPD           | Presidente Federal interino |
| 10.º                                                                       |                |  | Christian Wulff (n. 1959)                         | 30 de junio de 2010      | 17 de febrero de 2012    | CDU           | 2010 3.ª ronda              |
| -                                                                          |                |  | Horst Seehofer (n. 1949) Presidente del Bundesrat | 17 de febrero de 2012    | 18 de marzo de 2012      | CSU           | Presidente Federal interino |
| 11.º                                                                       |                |  | Joachim Gauck (n. 1940)                           | 18 de marzo de 2012      | 17 de marzo de 2017      | Independiente | 2012 1.ª ronda              |
| 12.º                                                                       |                |  | Frank-Walter Steinmeier (n. 1956)                 | 18 de marzo de 2017      | en el cargo              | SPD           | 2017 1.ª ronda              |
| 12.º                                                                       | 2022 1.ª ronda |  | Frank-Walter Steinmeier (n. 1956)                 | 18 de marzo de 2017      | en el cargo              | SPD           |                             |